# Тростянецький провулок (Київ, історичний)
Тростяне́цький прову́лок — зниклий провулок, що існував у Дарницькому районі міста Києва, місцевість Нова Дарниця. Пролягав від Бориспільської до Тростянецької вулиці.
Прилучалася вулиця Юрія Литвинського.

## Історія
Провулок виник у 1950-ті роки під назвою 645-а Нова́ ву́лиця. Назву Тростянецький провулок набув 1953 року.
Ліквідований 1977 року у зв'язку із переплануванням міста.